# Problemas clásicos de la matemática antigua

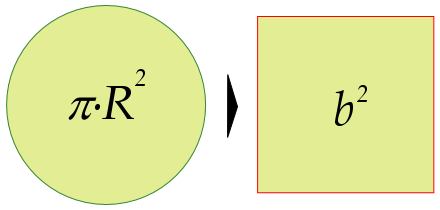
Cuadratura del círculo

Trisección de un ángulo

Duplicación de un cubo

Los problemas clásicos de las matemáticas antiguas son tres cuestiones geométricas planteadas en la Grecia clásica, de las que los matemáticos se ocuparon durante siglos:
- La cuadratura del círculo, o cómo construir un cuadrado con la misma área que un círculo dado
- La trisección del ángulo, o cómo dividir un ángulo dado en tres ángulos iguales
- La duplicación del cubo, o cómo construir un cubo con el doble de volumen que un cubo dado (también conocido como el problema de Delos)

Solo se permitían soluciones euclídeas (es decir, procedimientos que se pudieran construir exclusivamente con una regla sin marcar y un compás); y con un número finito de pasos. Hasta el siglo XIX, cuando se dispuso de métodos algebraicos, no fue posible probar que ninguno de los tres problemas puede resolverse utilizando exclusivamente regla y compás.

## Prueba de irresolubilidad
Carl Friedrich Gauss y Évariste Galois realizaron un trabajo preliminar importante, en el que se basó Pierre Wantzel para encontrar la prueba final de la imposibilidad de la trisección del ángulo y de la duplicación del cubo en el año 1837. La prueba de la imposibilidad de cuadrar el círculo la proporcionó en el año 1882 Carl Louis Ferdinand von Lindemann al demostrar la trascendencia del número π.

## Otros problemas clásicos
A estos tres problemas, algunos autores agregan la construcción de polígonos regulares  mediante regla y compás. Esta cuestión fue completamente resuelta a través del teorema de Gauss-Wantzel, que permite determinar los polígonos regulares que son construibles con regla y compás y los que no.